# Nokia Lumia 920
Nokia Lumia 920 – smartfon z serii Lumia produkowany przez fińską firmę Nokia, zaprezentowany we wrześniu 2012 roku podczas Nokia World w Helsinkach jako następca modelu Lumia 900. Działa pod kontrolą systemu operacyjnego Windows Phone 8.

## Specyfikacja

### Aparat
W Lumii 920 zastosowano optykę ZEISSA z matrycą 1/3,2 cala o rozmiarze 8,7 megapikseli, przesłonie f/2.0 wspomaganą przez autofocus, podwójną diodę LED, technologię PureView oraz optyczną stabilizację obrazu. Aparat jest sterowany dwustopniowym spustem migawki, dysponuje również 4-krotnym zbliżeniem cyfrowym. Rozdzielczość wykonanych zdjęć to 3264 na 2448 pikseli. Filmy nagrywane tym telefonem mają jakość 1080p (Full HD).

### Wygląd
Telefon wykonano z poliwęglanu, a także hartowanego szkła (Gorilla Glass 2) pod którym znajduje się ekran. Głośnik słuchawkowy, czujnik zbliżeniowy, czujnik oświetlenia zewnętrznego, kamerę umieszczono nad wyświetlaczem. Pod nim znajdują się trzy pojemnościowe przyciski charakterystyczne dla systemu Windows Phone, czyli wstecz, start i szukaj. Lewa krawędź obudowy pozbawiona jest jakichkolwiek elementów funkcyjnych. Na prawym boku znajduje się klawisz służący do regulacji głośności, przycisk blokady ekranu (włącznik) oraz dwustopniowy spust migawki, a na dole obudowy umieszczono głośnik i mikrofon oraz port micro USB. Gniazdo mini jack, slot na kartę micro SIM i mikrofon stereo ulokowano na górnej krawędzi. Z tyłu telefonu zainstalowano aparat cyfrowy oraz podwójną diodę LED.

### Podzespoły
Urządzenie napędza dwurdzeniowy Qualcomm Snapdragon S4 taktowany zegarem o częstotliwości 1,5 GHz. Procesor jest wspomagany 1 GB pamięci operacyjnej (RAM). Pamięć dostępna dla użytkownika to około 32 GB oraz bezpłatne 7 GB pamięci w chmurze. Ekran zastosowany w tym telefonie ma przekątną 4,5 cala. Został wykonany w technologii IPS LCD z wykorzystaniem autorskich funkcji SuperSensitive, ClearBlack oraz PureMotion HD+. Jego rozdzielczość to 1280 na 768 pikseli. Smartfon wyposażono w moduły Bluetooth, NFC i WiFi. Obsługuje również łączność LTE. Zastosowana bateria litowo-jonowa ma pojemność 2000 mAh. Możliwe jest jej bezprzewodowe ładowanie przez użycie odpowiedniej ładowarki (Qi).

### Akcesoria
Lumia 920, jako jeden z niewielu telefonów, posiada wbudowany moduł Qi, w związku z czym producent oferuje kilka typów ładowarek - płytkę, poduszkę, stojak. Do urządzenia można też dokupić dedykowane słuchawki wytwarzane przez firmę Monster, które działają w technologiach bezprzewodowych - NFC lub Bluetooth. Na zdjęciu obok ukazano głośnik marki JBL, który jest również jednym z rekomendowanych przez Nokię akcesoriów.

## Oprogramowanie
Nokia Lumia 920 pracuje pod kontrolą systemu Microsoft Windows Phone 8 z dodatkiem Lumia Black. Preinstalowane są programy takie jak: Kalkulator, Zegar, Kalendarz, Budzik, Przypomnienia, Spis telefonów, Zadania, Pokój rodzinny, Kącik dziecięcy, OneNote, Sieci społecznościowe w książce telefonicznej, Portfel. Dodatkowo smartfon wyposażono w podstawowe oprogramowanie biurowe - Excel, Word, PowerPoint i Lync oraz nawigację HERE Maps oraz inne aplikacje wykorzystujące połączenie GPS i rozszerzoną rzeczywistość np. Nokia Miasto w Obiektywie. Dodatek ''Lumia Black'' umożliwia korzystanie z kilku autorskich rozwiązań Nokii - Glance, Camera, Storyteller czy Beamer. Użytkownik może dodatkowo pobierać aplikacje i gry ze sklepu Windows Phone Store. Oprogramowanie systemowe można aktualizować w trybie OTA (Over the Air)